# Jermaine Beckford
Jermaine Paul Alexander Beckford (Ealing, 9 dicembre 1983) è un ex calciatore inglese naturalizzato giamaicano, di ruolo attaccante.

## Carriera

### Club
Dal 2003 al 2006 fa le sue prime esperienze nel Wealdstone e poi nel Uxbridge, due squadre militanti nella quarta categoria Inglese.
Il 21 marzo 2006 viene acquistato dal Leeds per 45.000 sterline. Durante l'FA Cup 2009-2010 realizza il gol del definitivo 1-0 contro il Manchester United passando così il terzo turno. Viene quindi acquistato dall'Everton a parametro zero. Con la maglia del Leeds vanta 72 gol in 126 presenze.
Durante la stagione 2010-2011 sigla il suo primo gol in Premier contro il Bolton e si rende decisivo anche in Carling Cup segnando al debutto contro l'Huddersfield Town. Realizza anche una doppietta decisiva nella partita di campionato contro il Sunderland (2-0).
Il 31 agosto 2011 passa al Leicester a titolo definitivo per la cifra di 3 milioni di sterline, più un eventuale milione, firmando un contratto per quattro stagioni.

### Nazionale
Nel 2013 ha segnato un gol in 6 partite giocate con la nazionale giamaicana.

## Palmarès

### Individuale
- Football League One Player of the Year: 2

2007-2008, 2009-2010